# Bahnhof Beienheim
Der Bahnhof Beienheim ist ein Trennungsbahnhof im Stadtteil Beienheim der hessischen Stadt Reichelsheim (Wetterau). Er liegt am Südrand des Ortes.

## Geschichte

### Empfangsgebäude
Das Empfangsgebäude wurde um das Jahr 1900 an den 1897 in Betrieb genommenen Bahnstrecken Beienheim–Schotten und Friedberg–Mücke errichtet. Im Gebäude befinden sich ein Warteraum sowie Diensträume, u. a. für den Fahrdienstleiter des mechanischen Stellwerks.

### Gleise und Bahnsteige
Der Beienheimer Bahnhof hat drei Bahnsteiggleise. Vom Hausbahnsteig an Gleis 1 aus fahren in der Regel die Züge auf dem verbliebenen Teilstück Friedberg–Wölfersheim-Södel der einst bis nach Mücke im Vogelsberg führenden Bahnstrecke Friedberg–Mücke. Die Züge der zwischen Nidda und Friedberg fahren von den nur gegen Bahnsteigkanten aufgeschütteten Bahnsteigen an den Gleisen 2 und 3.

## Verkehr

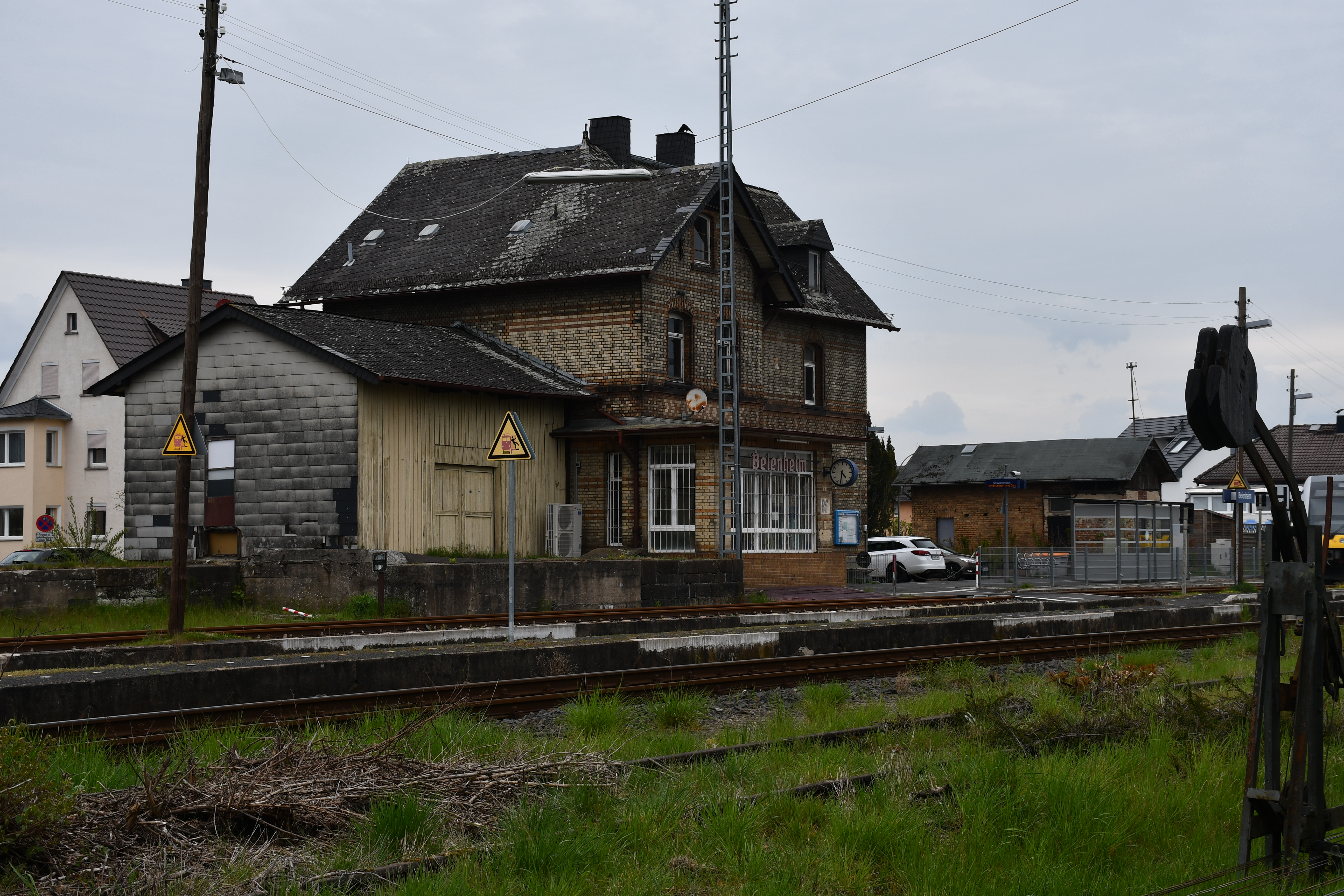
Empfangsgebäude mit Gleisen aus Richtung Südwest

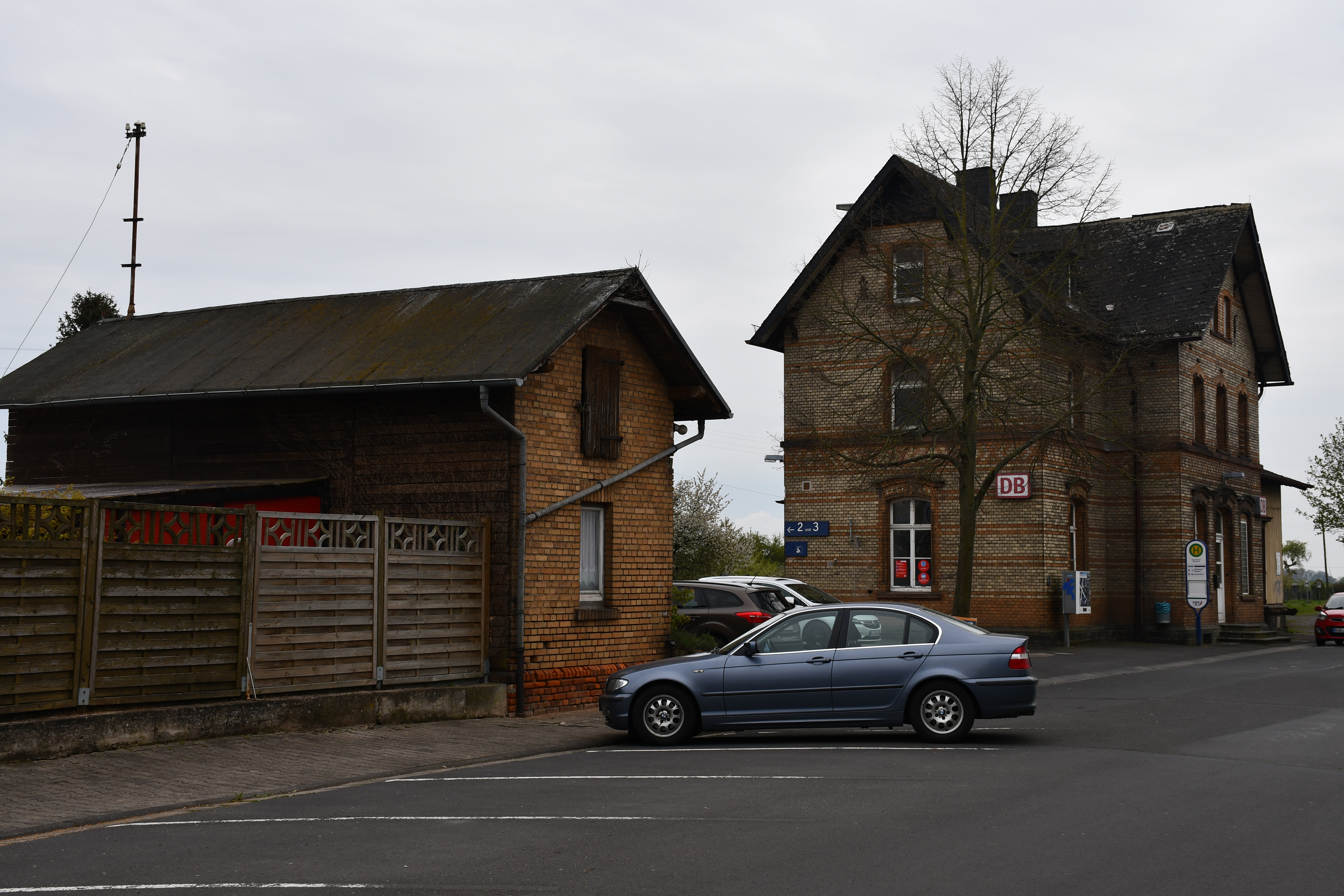
Empfangsgebäude Bahnhof Beienheim in der Wetterau, Straßenseite aus Richtung Nord, mit Nebengebäude

Der Bahnhof Beienheim ist seit seiner Eröffnung Eisenbahnknotenpunkt. Zu Beginn konnte auf der einen Strecke von Friedberg über Wölfersheim, Hungen und Laubach bis nach Mücke, wo Anschluss an die immer noch verkehrende Bahnstrecke Gießen–Fulda bestand, gefahren werden. 1958 wurde die Strecke auf Freienseen, 1959 auf Hungen und 2003 auf Wölfersheim-Södel eingekürzt.
Auf der anderen Strecke konnte bis zum 29. November 1959 bis Schotten gefahren werden, seitdem nur noch bis Nidda.
| Linie | Verlauf | Takt                                        |
| ----- | --- | ------------------------------------------- |
| RB 47 | Horlofftalbahn: Friedberg (Hess) – Dorheim (Wetterau) – Beienheim – Melbach – Wölfersheim-Södel Stand: Fahrplanwechsel Dezember 2021 | 30/60 min (wochentags) 120 min (Wochenende) |
| RB 48 | Horlofftalbahn: (Frankfurt (Main) Hbf – Frankfurt (Main) West – Bad Vilbel –) (einzelne Züge zur HVZ) Friedberg (Hess) – Dorheim (Wetterau) – Beienheim – Weckesheim – Reichelsheim (Wetterau) – Gettenau-Bingenheim – Echzell – Ober-Widdersheim Häuserhof – Bad Salzhausen – Nidda Stand: Fahrplanwechsel Dezember 2021 | 60 min                                      |

Am Beienheimer Bahnhof beginnt die Regionalbuslinie FB-57 nach Butzbach. Des Weiteren gibt es eine P+R-Anlage.

## Modernisierung
Es ist ein Umbau des Bahnhofs in Planung, bei dem ein neuer Mittelbahnsteig gebaut wird und die Bahnsteige für einen höhengleichen, barrierefreien Ein- und Ausstieg ausgebaut werden. Außerdem soll durch den Umbau samt Modernisierung (Elektronisches Stellwerk) der Leit- und Sicherungstechnik das Vereinigen und Flügeln ermöglicht werden, sodass bei Fahrten zwischen Wölfersheim und Friedberg der teilweise notwendige Umstieg entfallen kann. Voraussichtlicher Baubeginn ist 2025. Im Rahmen des Umbaus ist im Bahnhof Reichelsheim (Wetterau) die Errichtung eines ESTW geplant, welches dann die Bahnanlagen im Bahnhof Beienheim steuern wird. Dadurch entfällt der bisher zum Einsatz kommende Zugleitbetrieb zwischen Beienheim und Nidda.